# 韋斯卡主教座堂

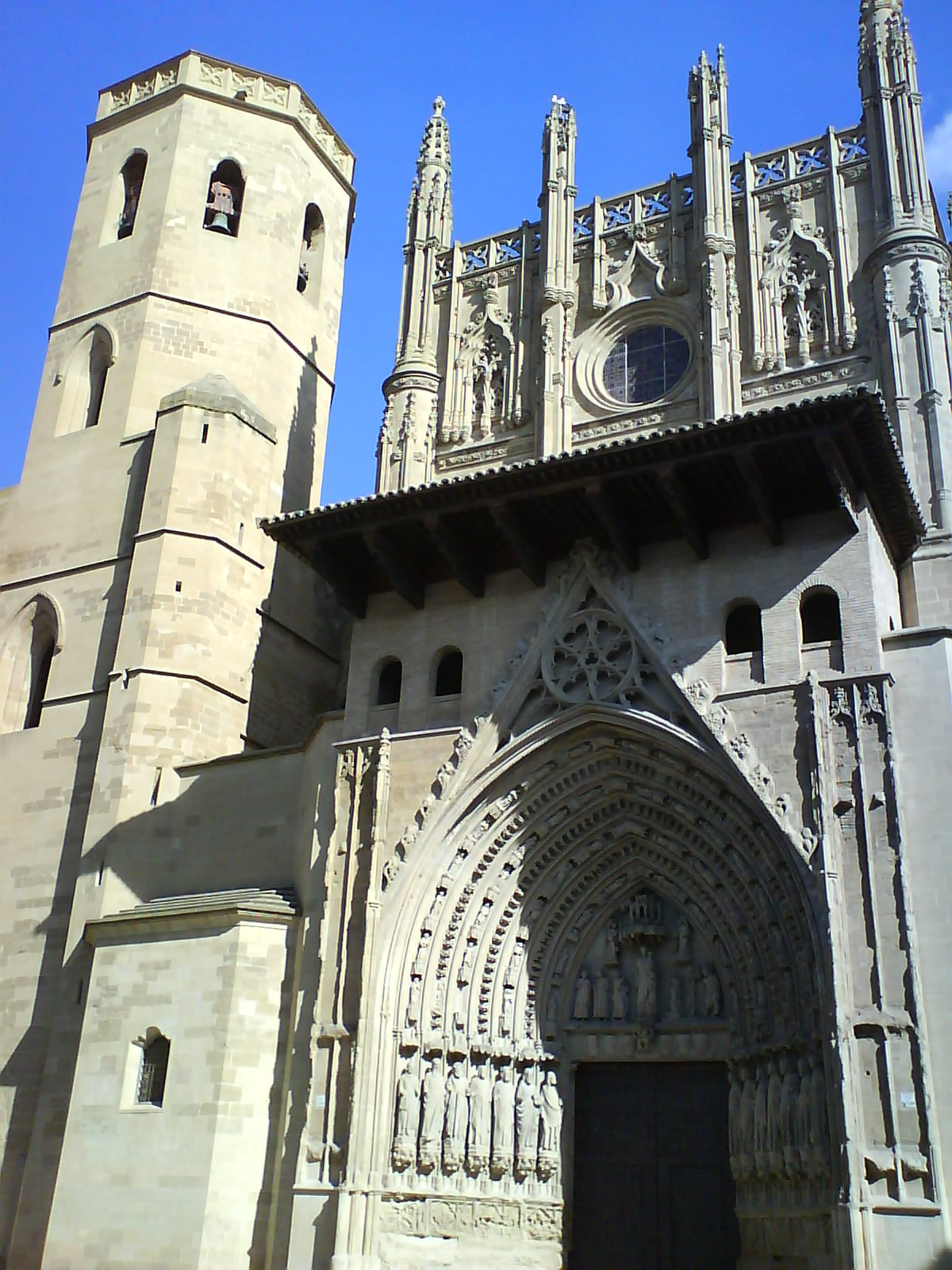

韋斯卡主教座堂（Huesca Cathedral）是位於西班牙城市韋斯卡的一座羅馬天主教的主教座堂。韋斯卡主教座堂也是天主教韋斯卡教區的主教座堂。